# ماساكو هوزمي
ماساكو هوزمي (باليابانية: 穂積雅子 ) (و. 1986  م) هي متزلجة يابانية، ولدت في فوكوشيما، فوكوشيما، شاركت في الألعاب الأولمبية الشتوية 2010، والألعاب الأولمبية الشتوية 2014، والتزلج السريع في الألعاب الأولمبية الشتوية 2010 - مطاردة الفرق سيدات ‏.
.

## روابط خارجية
- ماساكو هوزمي على موقع SpeedSkatingBase.eu (الإنجليزية)
- ماساكو هوزمي على موقع SpeedSkatingNews.info (الإنجليزية)
- ماساكو هوزمي على موقع SpeedSkatingStats.com (الإنجليزية)
- ماساكو هوزمي على موقع اللجنة الأولمبية الدولية (الإنجليزية)
- ماساكو هوزمي على موقع أوليمبيديا (الإنجليزية)